# 于松 (芒什省)
于松（法語：Husson，法語發音：[ysɔ̃]）是法国芒什省的一个旧市镇，属于阿夫朗什区。2016年，于松与市镇勒泰约勒、费里耶尔、厄塞和圣玛丽迪布瓦合并为新的勒泰约勒。

## 地理
于松（48°34'12"N, 0°53'33"W）面积13.59 平方千米，位于法国诺曼底大区芒什省，该省份为法国西北部沿海省份，西、北、东北三面环大西洋，东起顺时针与卡爾瓦多斯省、奧恩省、马耶讷省和伊勒-维莱讷省接壤。
与于松接壤的市镇（或旧市镇、城区）包括：圣让迪科拉伊、巴朗通、图谢圣母村、圣西尔迪巴约勒、圣玛丽迪布瓦、勒泰约勒。

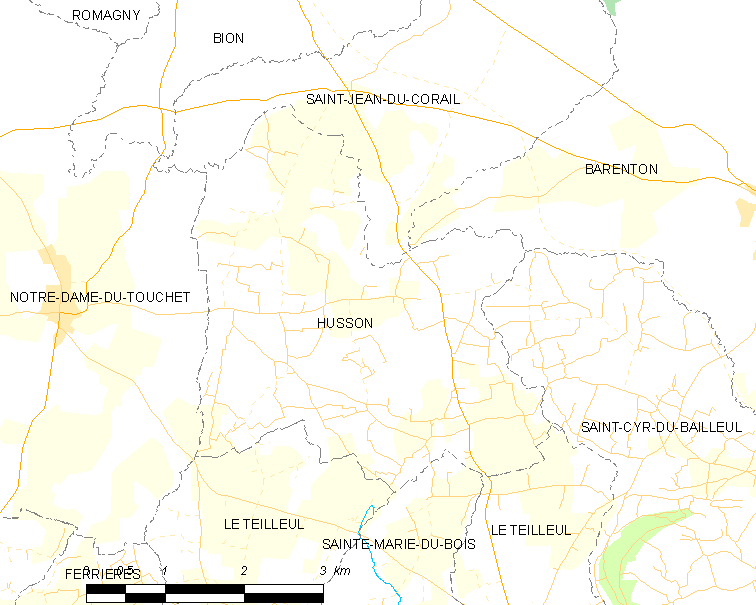
的OSM定位图

于松的时区为UTC+01:00、UTC+02:00（夏令时）。

## 行政
于松的邮政编码为50640，INSEE市镇编码为50254。

## 政治
于松所属的省级选区为勒莫尔泰奈县。

## 人口

1962-2008年间人口变化图示

于松于2018年1月1日时的人口数量为171人。